# ヴィタリー・プリマコフ

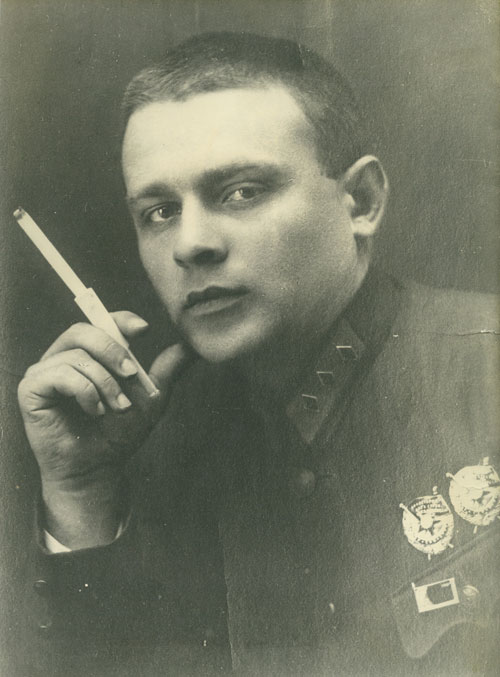
ヴィタリー・プリマコフ(1925年)

ヴィタリー・マルコヴィチ・プリマコフ（ロシア語: Виталий Маркович Примаков、英語: Vitaly Markovich Primakov、1897年12月3日 - 1937年6月12日）はソビエト連邦の軍人。軍団長。赤軍大粛清における犠牲者の1人。

## 生涯
ロシア帝国のチェルニゴフ県（現在のウクライナ・チェルニーヒウ州）の小さな町セミョーノフカで教師一家の家庭に生まれた。1914年にロシア社会民主労働党へ入党。第一次世界大戦中の1915年にチェルニゴフの守備隊に対し反戦宣言をおこなったため逮捕され、シベリア流刑の判決を受けた。

### ロシア革命
1917年、2月革命の間に釈放され、キエフでボリシェヴィキ委員会のメンバーとなった。ペトログラードで開催されたソビエト大会（Congress of Soviets）に代表として参加し、冬宮襲撃のための部隊指揮官の1人に選ばれた。プリマコフは赤衛軍部隊を率い、ガッチナの近くで臨時政府側の総司令官ピョートル・クラスノフと戦った。

### ロシア内戦
ロシア内戦が始まると、1918年1月、ウクライナ・ソビエト政府の決定により、革命側のコサックを結集してチェルヴォナ（赤色）コサック連隊を組織。1919年8月に旅団長、同年10月には第8騎兵師団の師団長に任命され、1920年10月には第1赤色コサック軍団の初代指揮官に任命された。
プリマコフは内戦で果たした戦功を評価され、3個の赤旗勲章（Order of the Red Banner）を授与された。1個目は1919年11月にクルスク州ファテジ（Fatezh）近郊で白軍防衛線の突破に成功した功績により、2個目はフメリニツキー近郊の戦闘における功績で、3個目は中央アジアで起こったバスマチ蜂起の鎮圧における戦功によるものだった。

### 内戦終結後
1923年に労農赤軍の指揮要員高等軍事学術課程を修了。1924年から1925年にかけてはレニングラードの高等騎兵学校で校長の地位にあった。
1925年、在華ソビエト軍事顧問団の一員として中華民国に派遣され、中国国民党軍の軍事アドバイザーを務めた。帰国後、第1狙撃軍団を指揮。また、駐在武官としてアフガニスタン（1927年）、日本（1930年）に赴任した。アフガニスタンでは1929年にトルコの役人に変装して元国王アマーヌッラー・ハーンの復位を目論むソ連の軍事作戦を手引きしている。
1930年から1933年まで第13狙撃軍団の軍団長を務め、1933年2月に北カフカーズ軍管区副司令官、1934年12月には労農赤軍高等教育施設監察官に任命された。1935年1月にはレニングラード軍管区副司令官兼国防人民委員部附属軍事会議議員に任命された。ソ連中央執行委員会委員に選出された。

### 逮捕・粛清
ヨシフ・スターリンによる大粛清が開始されると1936年8月14日に逮捕され、「トロツキストの反ソビエト軍事組織」（Case of Trotskyist Anti-Soviet Military Organization）の一味であるとして拷問にかけられ、他の赤軍指導者について不利な証言をおこなった。
1937年6月11日、プリマコフは死刑を宣告され、翌12日にモスクワで銃殺された。スターリン死後の1957年に名誉回復がおこなわれた。

## 人物
生涯に3度の結婚歴がある。1930年にはウラジーミル・マヤコフスキーの妻だった映画女優のリーリャ・ブリーク（Lilya Brik）と結婚している。
赤旗勲章3個、金製名誉武器を授与された。